# 대한민국-바레인 관계
대한민국-바레인 관계(아랍어: العلاقات بين كوريا الجنوبية والبحرين)는 대한민국과 바레인의 양국 관계를 의미한다. 양국은 1976년 외교 관계 수립에 합의하였다.

## 상세
양국은 1976년 4월 17일에 수교에 합의하였다. 수교에는 유양수 주사우디아라비아 대사가, 세이크 모하메드 빈 무바탁 알 칼리파 쿠웨이트 외무상이 참석하여 서명하였다. 수교 이후 대한민국과 바레인은 지속적으로 인적 교류를 실행하고 있다. 2023년 양국은 무역투자 촉진 프레임워크 및 항공 협정을 체결하며, 인적 및 물적 교류의 확대를 추진하고 있다.

## 같이 보기
- 대한민국의 대외 관계
- 바레인의 대외 관계